# Бејтсвил (Индијана)
Бејтсвил (енгл. Batesville) град је у америчкој савезној држави Индијана.

## Демографија
По попису из 2010. године број становника је 6.520, што је 487 (8,1%) становника више него 2000. године.
| Група             | 2000.         | 2010.         |
| Белци             | 5.842 (96,8%) | 6.103 (93,6%) |
| Афроамериканци    | 1 (0,0%)      | 21 (0,3%)     |
| Азијати           | 68 (1,1%)     | 112 (1,7%)    |
| Хиспаноамериканци | 74 (1,2%)     | 213 (3,3%)    |
| Укупно            | 6.033         | 6.520         |